# كياكويو
كياكويو هي مدينة في إدارة كوتشابامبا في بوليفيا، بلغ عدد سكانها 74,980 نسمة.